# Margareta Adelborg
Görel Martha Margareta Lynge-Adelborg, född 10 oktober 1918 i Lidingö, död där 6 januari 2012, var en svensk tecknare och keramiker.
Hon var dotter till advokatfiskal Fredrik Otto Adelborg och Martha Dagmar Irene Rundqvist samt från 1951 gift med Einar Lynge-Ahlberg.
Adelborg studerade vid Otte Skölds målarskola 1938. Hon medverkade i Nationalmuseums utställning Unga tecknare 1948–1950. Som tecknare arbetade hon framför allt med tusch och blyerts med motiv hämtade från djurvärlden. Hon arbetade som mönstertecknare på Rörstrand 1952–1954, men är även känd för sina groteska och grova djurskulpturer med förhistoriska drag.